# Programma Discovery

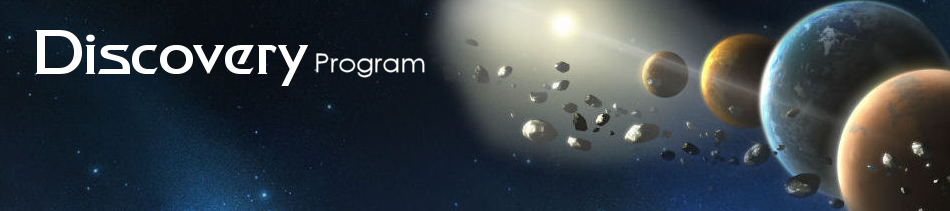
Testata del sito ufficiale del Programma Discovery a gennaio 2016.

Il Programma Discovery è costituito da una serie di missioni spaziali scientifiche con costi contenuti e altamente specializzate. Questo programma implementa la visione dell'Amministratore NASA Daniel Goldin di missioni planetarie "più veloci, più economiche, migliori".

## Missioni del programma
Al 2023 sono dodici le sonde spaziali lanciate del programma Discovery e altre 4 sono state selezionate per essere lanciate in futuro. Tutte hanno avuto successo tranne una: di CONTOUR si persero le tracce dopo il lancio, avvenuto nel 2002, probabilmente a causa di un cedimento strutturale dovuto al riscaldamento causato dal motore a razzo che avrebbe dovuto inserirla in un'orbita eliocentrica.
1. NEAR Shoemaker: missione di studio degli asteroidi, atterrata con successo su 433 Eros; missione completata
2. Mars Pathfinder: lander marziano con rover; missione completata
3. Lunar Prospector: orbiter lunare che ha completato la sua missione ed è stato fatto schiantare deliberatamente sulla superficie lunare
4. Stardust: missione per recuperare campioni della coda di una cometa; è tornata sulla Terra con successo il 15 gennaio 2006. La sonda madre è in orbita attorno al Sole ed è in atto una estensione della missione indicata come NExT.
5. Sonda Genesis: missione con lo scopo di raccogliere campioni di particelle di vento solare. Ha raccolto i campioni con successo ma durante il ritorno sulla Terra per un guasto al paracadute la capsula si è schiantata nel deserto dello Utah; tuttavia i campioni erano conservati in buono stato e sono stati analizzati con successo.
6. CONTOUR: missione per visitare diverse comete, la sonda è esplosa poco dopo il lancio.
7. MESSENGER: missione per studi sul pianeta Mercurio. La missione è terminata il 30 aprile 2015 con schianto della sonda con la superficie di Mercurio.
8. Deep Impact: impatto di una sonda su una cometa; la sonda, rimasta attiva dopo la conclusione della missione primaria, è stata utilizzata per una estensione della missione, indicata come EPOXI
9. Missione Dawn: missione diretta verso i grandi asteroidi Ceres e Vesta. È stata lanciata il 27 settembre 2007 e ha raggiunto Cerere il 15 febbraio 2015. La missione è terminata 1 novembre 2018 dopo che la sonda ha terminato il propellente necessario per mantenere l'assetto.[1]
10. Kepler Space Mission: lanciata nel marzo 2009, la missione utilizza un particolare telescopio spaziale progettato specificatamente per la ricerca di pianeti extrasolari simili alla Terra intorno a stelle simili al Sole. Si trova in orbita intorno al Sole e si allontanerà lentamente dalla Terra: in circa 25 anni sarà a 300 milioni di chilometri da noi (due volte la distanza Terra - Sole), dalla parte opposta rispetto al Sole. Il 30 ottobre 2018, dopo aver terminato il propellente utilizzato dal sistema di stabilizzazione dell'assetto, la sonda ha interrotto le comunicazioni con la Terra, terminando quindi la sua missione.[2]
11. Gravity Recovery and Interior Laboratory (GRAIL) utilizzò una mappatura ad alta qualità del campo gravitazionale lunare per determinare la struttura interna. Il principal investigator era Maria Zuber del Massachusetts Institute of Technology e il progetto è stato gestito dal Jet Propulsion Laboratory della NASA. Lanciata nel settembre del 2011, ha impattato con la luna nel 2012.
12. InSight, lander marziano con lo scopo di analizzare gli strati interni di Marte.
13. Lucy, missione mirata all'esplorazione degli asteroidi troiani di Giove.
14. Psyche, missione mirata all'esplorazione dell'asteroide 16 Psyche.
15. DAVINCI missione spaziale pianificata e selezionata a maggio 2021 per misurare la composizione dell'atmosfera di Venere. Il lancio è previsto per la fine degli anni '20[3]
16. VERITAS mapperà la superficie di Venere per studiarne l'evoluzione geologica. Anch'essa è stata selezionata a maggio 2021 ed è prevista per i primi anni '30

## Missioni di opportunità
Oltre alle missioni principali, il programma prevede la partecipazione a missioni di agenzie esterne fornendo hardware o strumentazione scientifica senza sobbarcare il proprio bilancio con ulteriori costi, tra cui i costi di lancio. Il programma Discovery ha contribuito con ASPERA-3, M3, EPOXI, NExT e Strofio alle missioni Mars Express, Chandrayaan, Deep Impact, Stardust e BepiColombo.
Dopo il successo delle missioni primarie delle sonde Stardust e Deep Impact, vennero elaborate delle estensioni dell'operatività delle sonde, mandandole verso altri obiettivi.
- la missione DIXI (Deep Impact eXtended Investigation of Comets) prevedeva un fly-by della sonda Deep Impact su una seconda cometa, la cometa Boethin, nel dicembre 2008 per riprendere fotografie del suo nucleo e studiare la diversità delle comete. Principal investigator: Michael A'Hearn della University of Maryland. L'incontro è avvenuto con successo. Nel 2010 quindi è stata rediretta verso l'asteroide Near-Earth (163249) 2002GT, il quale avrebbe dovuto essere stato raggiunto nel 2020, tuttavia, a causa di ripetuti riavvii del computer di bordo, la sonda ha perso il controllo dell'assetto e quindi non è possibile comunicare con essa dal 2013.
- la missione EPOCh (Extrasolar Planet Observation and Characterization) prevedeva di utilizzare la camera ad alta risoluzione della sonda Deep Impact per cercare i primi pianeti extrasolari di dimensione terrestre. Principal investigator: L. Drake Deming del Goddard Space Flight Center. Effettuata con successo.
- la missione Stardust NExT ha utilizzato la sonda Stardust per effettuare un fly-by della cometa Tempel 1 e osservare i cambiamenti avvenuti dopo la visita della sonda Deep Impact del 2005. Infatti in quella data la cometa era nella posizione di massima vicinanza al Sole e si supponeva che la sua superficie possa essere stata modificata. Principal investigator: Joseph Veverka della Cornell University. La missione è terminata nel 2011 subito dopo il flyby a causa dell'esaurimento totale del combustibile. Attualmente inattiva in un'orbita circolare solare.

## Missioni Proposte
Altre missioni proposte per il programma ma scartate nel 2006 erano:
- La missione OSIRIS (Origins Spectral Interpretation, Resource Identification and Security) che avrebbe studiato un asteroide e fornito il primo campione, dopo la sonda Hayabusa, di materiale proveniente da un asteroide riportandolo a Terra. Principal investigator: Michael Drake della University of Arizona, il centro Goddard Space Flight Center della NASA avrebbe gestito il progetto. La missione, inizialmente scartata, è stata approvata come OSIRIS-REx nell'ambito del Programma New Frontiers, con lancio nel 2016.
- Vesper era un orbiter che avrebbe analizzato la chimica e la dinamica del pianeta Venere e aumentato la conoscenza scientifica sulla composizione dell'atmosfera e la sua dinamica. Il principal investigator era Gordon Chin e la gestione del progetto era affidata al Goddard Space Flight Center.[4]

## Processi di selezione

### Discovery 1 e 2
Le prime due missioni Discovery furono Near Earth Asteroid Rendezvous (NEAR) (in seguito chiamata Shoemaker NEAR) e Mars Pathfinder. Queste missioni iniziali non hanno seguito lo stesso processo di selezione degli anni seguenti. Mars Pathfinder è stato recuperato dall'idea del Mars Environmental Survey, con l'obiettivo di supportare il Programma Mars Surveyor. Le missioni successive sarebbero state selezionate da un processo più sequenziale che prevedeva annunci di opportunità.

### Discovery 3 e 4

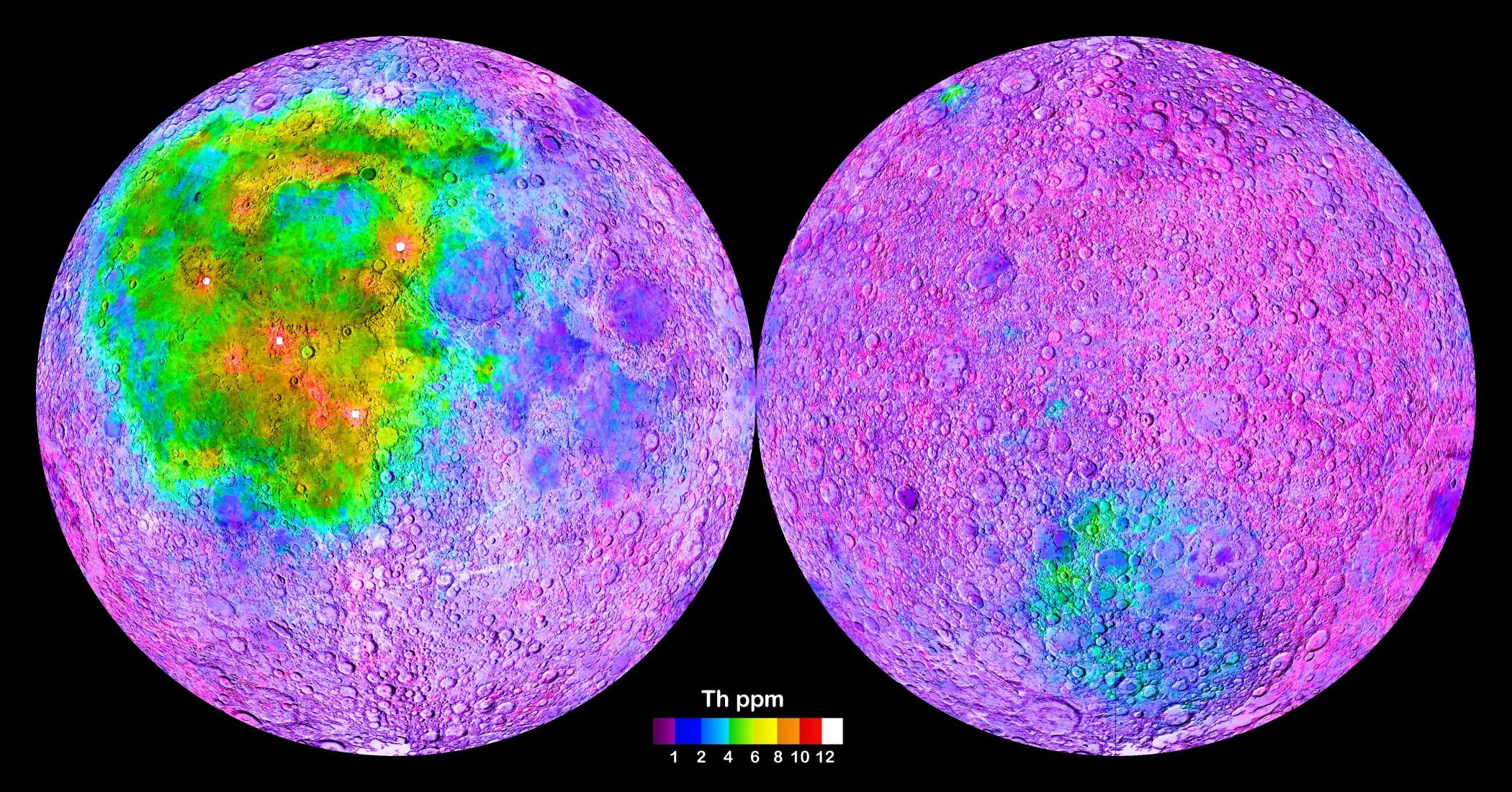
Concentrazioni di torio sulla Luna, come mappate dal Lunar Prospector

Nell'agosto 1994, la NASA fece un annuncio di opportunità per le prossime missioni Discovery proposte. 28 proposte furono presentate alla NASA nell'ottobre 1994:
1. ASTER- Asteroid Earth Return
2. Comet Nucleus Penetrator
3. Comet Nucleus Tour (CONTOUR)
4. Cometary Coma Chemical Composition (C4)
5. Diana  (Lunar and Cometary Mission)
6. FRESIP-A mission to Find the Frequency of Earth-sized Inner Planets
7. Hermes Global Orbiter (Mercury Orbiter)
8. Icy Moon Mission (Lunar Orbiter)
9. Interlune-One (Lunar Rovers)[7]
10. Jovian Integrated Synoptic Telescope (IO Torus investigation)
11. Lunar Discovery Orbiter[8]
12. Lunar Prospector (orbiter lunare) – scelta nel febbraio 1995
13. Mainbelt Asteroid Exploration/Rendezvous
14. Mars Aerial Platform (sonda atmosferica)
15. Mars Polar Pathfinder (lander polare)
16. Mars Upper Atmosphere Dynamics, Energetics and Evolution
17. Mercury Polar Flyby
18. Near Earth Asteroid Returned Sample
19. Origin of Asteroids, Comets and Life on Earth
20. PELE: A Lunar Mission to Study Planetary Volcanism
21. Planetary Research Telescope
22. Rendezvous with a Comet Nucleus (RECON)
23. Suess-Urey (campioni di vento solare) – Tra i 4 finalisti di Discovery 4.
24. Small Missions to Asteroids and Comets
25. Stardust (ritorno di campioni di comete) – Tra i 4 finalisti di Discovery 4.
26. Venus Composition Probe (sonda atmosferica)
27. Venus Environmental Satellite (sonda atmosferica)
28. Venus Multi-Probe Mission(sonda atmosferica)[9] – Tra i 4 finalisti di Discovery 4

Nel febbraio 1995, Lunar Prospector, un orbiter lunare, fu selezionata per il lancio. Altre tre missioni furono inviate a un'ulteriore selezione più tardi per la quarta missione Discovery: Stardust, Suess-Urey, e Venus Multiprobe. Stardust, una missione con ritorno di campioni di comete, venne selezionata nel novembre 1995.

### Discovery 5 e 6
Nell'ottobre del 1997 la NASA selezionò Genesis e CONTOUR come prossime missioni Discovery, su 34 proposte presentate nel dicembre 1996.
le 5 missioni finaliste furono:
- Aladdin (Mars moon sample return)
- Comet Nucleus Tour (CONTOUR)
- Genesis
- Mercury Surface, Space Environment, Geochemistry and Ranging mission (MESSENGER)
- Venus Environmental Satellite (VESAT)

### Discovery 7 e 8
Nel luglio 1999, la NASA ha selezionato MESSENGER e Deep Impact come prossime missioni del programma Discovery. MESSENGER è stato il primo orbiter attorno a Mercurio e la prima missione su quel pianeta dai tempi del Mariner 10. Entrambe le missioni miravano a un lancio alla fine del 2004 e il costo era limitato a circa 300 milioni di dollari ciascuna.
Nel 1998 sono stati selezionati cinque finalisti che hanno ricevuto 375.000 dollari per maturare ulteriormente il loro concetto di missione. Le cinque finaliste sono state selezionate su circa 30 proposte con l'obiettivo di raggiungere i migliori risultati scientifici. Queste missioni erano:
- Aladdin
- Deep Impact
- MESSENGER
- INSIDE Jupiter
- Vesper

Aladdin e MESSENGER furono finaliste anche nella selezione del 1997.

### Discovery 9 e 10
26 proposte furono presentate per Discovery 2000, con un budget inizialmente previsto di 300 milioni di dollari. Tre candidati sono stati selezionati nel gennaio 2001 per uno studio di progettazione di fase A: Dawn, il telescopio spaziale Kepler e INSIDE Jupiter. INSIDE Jupiter era simile a una successiva missione New Frontiers chiamata Juno; Dawn era una missione sugli asteroidi Vesta e Cerere, e Kepler era una missione volta alla scoperta di pianeti extrasolari. I tre finalisti hanno ricevuto 450.000 dollari per maturare ulteriormente il concetto di missione.
Nel dicembre 2001, Kepler e Dawn furono selezionati per il lancio. A quel tempo, erano stati rilevati solo 80 esopianeti e la missione principale di Kepler era cercare altri esopianeti, in particolare delle dimensioni della Terra. Sia Kepler che Dawn erano inizialmente previsti per il lancio nel 2006.

### Discovery 11
L'annuncio originale per una missione Discovery fu pubblicato il 16 aprile 2004, tuttavia l'unico candidato per uno studio concettuale era JASSI, che era una missione flyby di Giove basata sulla missione New Frontiers Juno, già presa in considerazione per la selezione finale (alla fine Juno è stata selezionata come seconda missione New Frontiers nel 2005 e lanciata nel 2011). Il successivo annuncio di opportunità per una missione Discovery è stato rilasciato il 3 gennaio 2006. C'erano tre finalisti per questa selezione Discovery tra cui GRAIL, OSIRIS e VESPER. I tre finalisti sono stati annunciati nell'ottobre 2006 e a questi sono stai assegnati 1,2 milioni di dollari per sviluppare ulteriormente le loro proposte per la fase finale. Nel novembre 2007 la NASA ha selezionato la missione GRAIL come prossima missione Discovery, con l'obiettivo di mappare la gravità lunare e il cui lancio era previsto nel 2011. La missione aveva un budget di 375 milioni di dollari che includeva la costruzione e il lancio.

### Discovery 12
L'annuncio di opportunità per una missione Discovery fu rilasciato il 7 giugno 2010. Per questo ciclo sono state ricevute 28 proposte; 3 erano per la Luna, 4 per Marte, 7 per Venere, 1 per Giove, 1 per i troiani di Giove, 2 per Saturno, 7 per gli asteroidi e 3 per le comete. Delle 28 proposte, tre finalisti hanno ricevuto 3 milioni di dollari nel maggio 2011 per sviluppare uno studio concettuale dettagliato:
- InSight, un lander su Marte
- Titan Mare Explorer (TiME), un lander lacustre per Titano
- Comet Hopper (CHopper) un lander per una cometa, allo scopo di studiarne l'evoluzione durante l'avvicinamento al Sole

Nell'agosto 2012 tra le 3 proposte finaliste venne selezionato InSight. La missione è stata lanciata il 5 maggio 2018 ed è atterrata con successo su Marte il 26 novembre 2018.

### Discovery 13 e 14
Nel febbraio 2014, la NASA ha rilasciato una "bozza di annuncio di opportunità" di programma per lanci previsti entro il 2021. Il 30 settembre 2015 la NASA ha selezionato cinque concetti di missione come finalisti; ciascuno ha ricevuto 3 milioni di dollari per un anno di ulteriori studi e perfezionamento del concetto.
- DAVINCI
- VERITAS
- Near-Earth Object Camera (NEO Surveyor)
- Lucy
- Psyche

Il 4 gennaio 2017, Lucy e Psyche sono state selezionate rispettivamente per la 13ª e 14ª missione Discovery. Lucy studierà cinque troiani di Giove, asteroidi che condividono l'orbita di Giove attorno al Sole, orbitando davanti o dietro il pianeta. Psyche esplorerà l'origine dei nuclei planetari orbitando e studiando l'asteroide metallico 16 Psyche.

### Discovery 15 e 16
Nel dicembre del 2018 la NASA annunciò l'inizio della selezione per due missioni da lanciare tra il 2025 e il 2029. Il 13 febbraio 2020 furono annunciati i quattro finalisti:
- DAVINCI (Deep Atmosphere Venus Investigation of Noble gass, Chemistry, and Imaging), una sonda atmosferica per Venere.
- Io Volcano Observer, un orbiter su Giove per eseguire almeno nove sorvoli ravvicinati della luna vulcanicamente attiva di Giove, Io.
- Trident, una sonda per un sorvolo di Nettuno e della sua luna Tritone.
- VERITAS (Venus Emissivity, Radio Science, InSAR, Topography, and Spectroscopy), un orbiter per Venere per mappare la superficie in alta risoluzione.

Il 2 giugno 2021, l'amministratore della NASA Bill Nelson ha annunciato che erano state selezionate le due missioni per Venere, VERITAS e DAVINCI, il cui lancio è pianificato tra il 2029 e il 2031.